# Lista dogilor Veneției

Blazonul Republicii Veneţia

Lista de mai jos cuprinde pe cei 120 de dogi ai Serenissimei Republici a Veneției, dispuși în ordine cronologică, pe secole.
Vreme de peste 1.000 de ani, principalul magistrat și conducător al orașului Veneția și apoi al Republicii, ales pe durata vieții, a fost numit Doge, un titlu italian rar (dar nu unic) ce derivă din latinescul dux. Începând de la 1172 (odată cu alegerea lui Sebastiano Ziani), dogii erau aleși exclusiv de către un grup restrâns de aristocrați ai Cetății. Combinația venețiană între elaborata pompă monarhică și constituția republicană cu un sistem extrem de stufos de alegere în funcțiile de conducere a făcut din La serenissima un exemplu tipic de „republică încoronată”.

## Secolul al VII-lea
- Paoluccio Anafesto (697–717), personaj semilegendar

## Secolul al VIII-lea
- Marcello Tegalliano (717–726)
- Orso Ipato (726–737), asasinat, probabil în urma instigării exarhului de Ravenna, Eutihie
- Scurt interregnum (737–742)
- Teodato Ipato (742–755), detronat, orbit și exilat
- Galla Gaulo (755–756), detronat, orbit și exilat
- Domenico Monegario (756–764), detronat, orbit și exilat
- Maurizio Galbaio (764–787)
- Giovanni Galbaio (787–804), refugiat la Mantova în 803 împreună cu familia, unde se presupune că ar fi murit

## Secolul al IX-lea
- Obelerio Antenoreo (804–811), exilat și, în urma unei tentative de revenire la putere, asasinat
- Agnello Participazio (811–827), silit să plece în exil la Zara, în Dalmația de către fiul său Giustiniano
- Giustiniano Participazio (827–829)
- Giovanni I Participazio (829–837), arestat și silit să poarte rasa monahală
- Pietro Tradonico (837–864), asasinat
- Orso I Participazio (864–881)
- Giovanni II Participazio (881–887), retras din cauza stării precare de sănătate
- Pietro I Candiano (887–888), ucis într-o luptă împotriva narentanilor, slavi din Dalmația
- Pietro Tribuno (888–912)

## Secolul al X-lea
- Orso II Participazio (912–932)
- Pietro II Candiano (932–939)
- Pietro Participazio (939–942)
- Pietro III Candiano (942–959)
- Pietro IV Candiano (959–976), încuiat în palatul incendiat de către poporul venețian
- Pietro I Orseolo (976–978), retras pentru a deveni monah în ordinul Camaldolese în abația San Michel de Cusa, în Franța
- Vitale Candiano (978–979), patriarh de Grado
- Tribuno Memmo (979–991)
- Pietro II Orseolo (991–1009), retras la mănăstire

## Secolul al XI-lea
- Otto Orseolo (1009–1026), arestat și alungat la Constantinopol
- Pietro Barbolano (1026–1032), abdicare în urma presiunilor în favoarea reinstalării lui Otto Orseolo
- Domenico Flabanico (1032–1043)
- Domenico Contarini (1043–1071)
- Domenico Selvo (1071–1084), retras cu consimțământul său la o mănăstire
- Vitale Faliero (1084–1096)
- Vitale I Michiel (1096–1102)

## Secolul al XII-lea
- Ordelafo Faliero (1102–1117)
- Domenico Michiel (1117–1130)
- Pietro Polani (1130–1148)
- Domenico Morosini (1148–1156)
- Vital II Michiel (1156–1172), silit să abdice, în urma campaniei nefericite în Marea Egee
- Sebastiano Ziani (1172–1178), primul doge ales de către electori

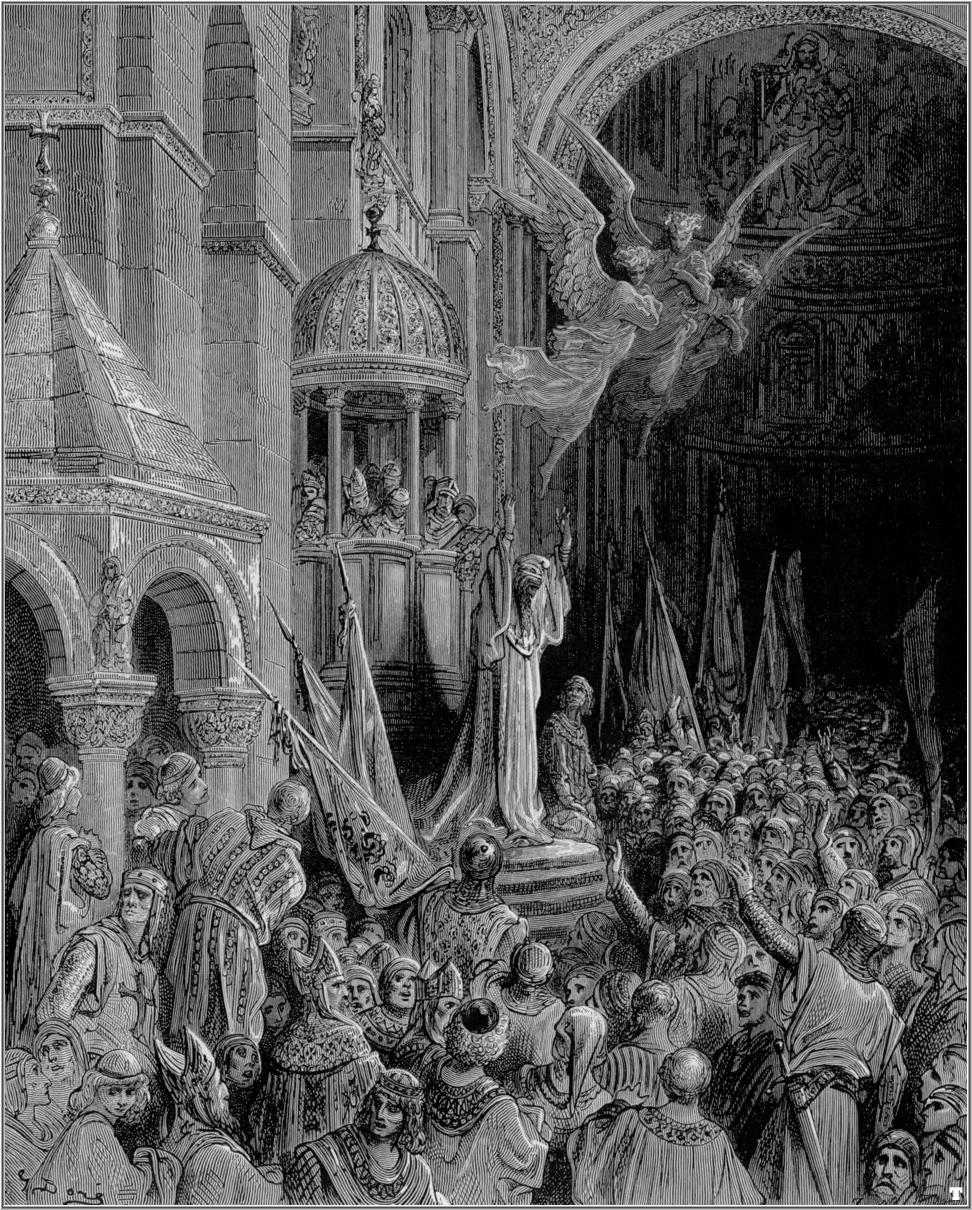
Enrico Dandolo luând Crucea pentru a participa la Cruciada a patra.

- Orio Mastropiero (1178–1192)
- Enrico Dandolo (1192–1205)

## Secolul al XIII-lea
- Pietro Ziani (1205–1229)
- Jacopo Tiepolo (1229–1249)
- Marino Morosini (1249–1252)
- Reniero Zeno (1252–1268)
- Lorenzo Tiepolo (1268–1275)
- Jacopo Contarini (1275–1280)
- Giovanni Dandolo (1280–1289)
- Pietro Gradenigo (1289–1311)

## Secolul al XIV-lea
- Marino Zorzi (1311–1312)
- Giovanni Soranzo (1312–1328)
- Francesco Dandolo (1328–1339)
- Bartolomeo Gradenigo (1339–1342)
- Andrea Dandolo (1343–1354), totodată cronicar
- Marino Faliero (1354–1355), acuzat de trădare, executat și condamnat la damnatio memoriae

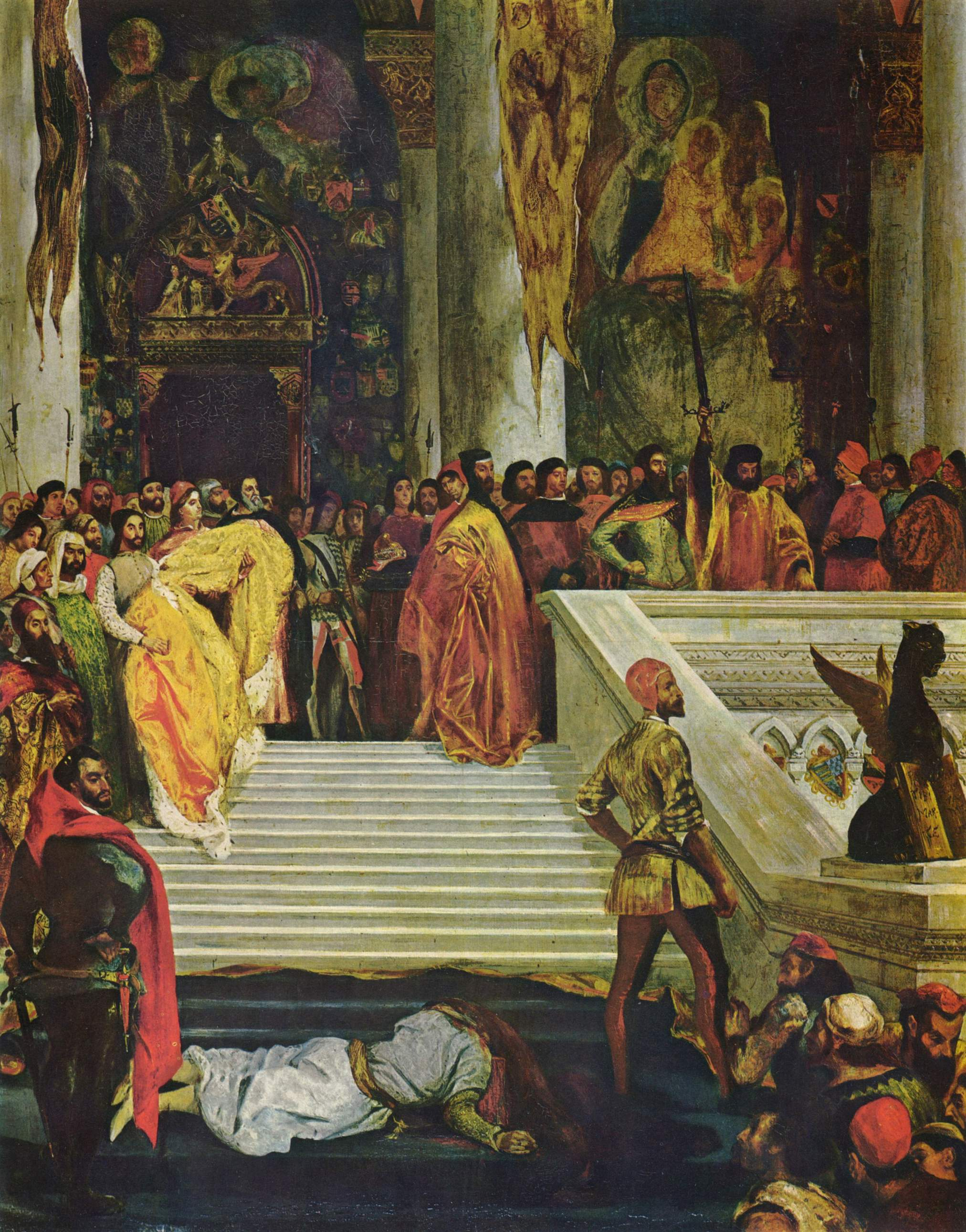
Executarea dogelui Marino Faliero

- Giovanni Gradenigo (1355–1356)
- Giovanni Dolfin (1356–1361)
- Lorenzo Celsi (1361–1365)
- Marco Cornaro (1365–1367)
- Andrea Contarini (1367–1382)
- Michele Morosini (1382)
- Antonio Venier (1382–1400)
- Michele Steno (1400–1413)

## Secolul al XV-lea
- Tommaso Mocenigo (1413–1423)
- Francesco Foscari (1423–1457), forțat să abdice de către Consiliul celor Zece

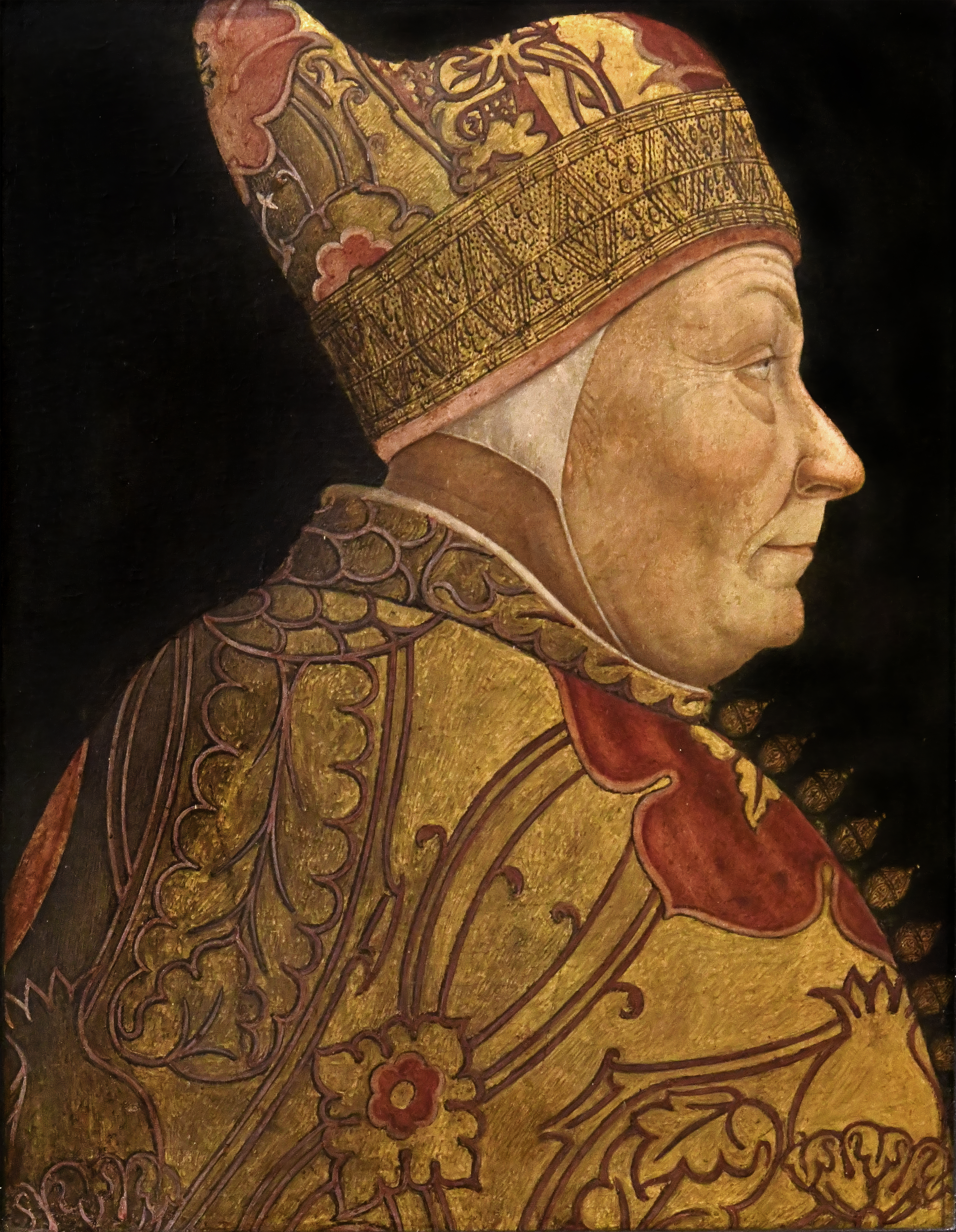
Dogele Francesco Foscari, într-un portret de Lazzaro Bastiani

- Pasquale Malipiero (1457–1462)
- Cristoforo Moro (1462–1471)
- Nicolò Tron (1471–1473)
- Nicolò Marcello (1473–1474)
- Pietro Mocenigo (1474–1476)
- Andrea Vendramin (1476–1478)
- Giovanni Mocenigo (1478–1485)
- Marco Barbarigo (1485–1486)
- Agostino Barbarigo (1486–1501)

## Secolul al XVI-lea

Dogele Andrea Gritti, într-un portret de Tiziano Vecellio.

- Leonardo Loredan (1501–1521)
- Antonio Grimani (1521–1523)

- Andrea Gritti (1523–1538)
- Pietro Lando (1538–1545)
- Francesco Donato (1545–1553)
- Marcantonio Trivisan (1553–1554)
- Francesco Venier (1554–1556)
- Lorenzo Priuli (1556–1559)
- Girolamo Priuli (1559–1567)
- Pietro Loredan (1567–1570)
- Alvise I Mocenigo (1570–1577)
- Sebastiano Venier (1577–1578)
- Nicolò da Ponte (1578–1585)
- Pasqual Cicogna (1585–1595)
- Marino Grimani (1595–1606)

## Secolul al XVII-lea
- Leonardo Donato (1606–1612)
- Marcantonio Memmo (1612–1615)
- Giovanni Bembo (1615–1618)
- Nicolò Donato (1618)
- Antonio Priuli (1618–1623)
- Francesco Contarini (1623–1624)
- Giovanni Corner (1624–1630)
- Nicolò Contarini (1630–1631)
- Francesco Erizzo (1631–1646)

- Francesco Molin (1646–1655)
- Carlo Contarini (1655–1656)
- Francesco Corner (1656)
- Bertuccio Valiero (1656–1658)
- Giovanni Pesaro (1658–1659)
- Domenico II Contarini (1659–1674)
- Nicolò Sagredo (1674–1676)
- Luigi Contarini (1676–1683)

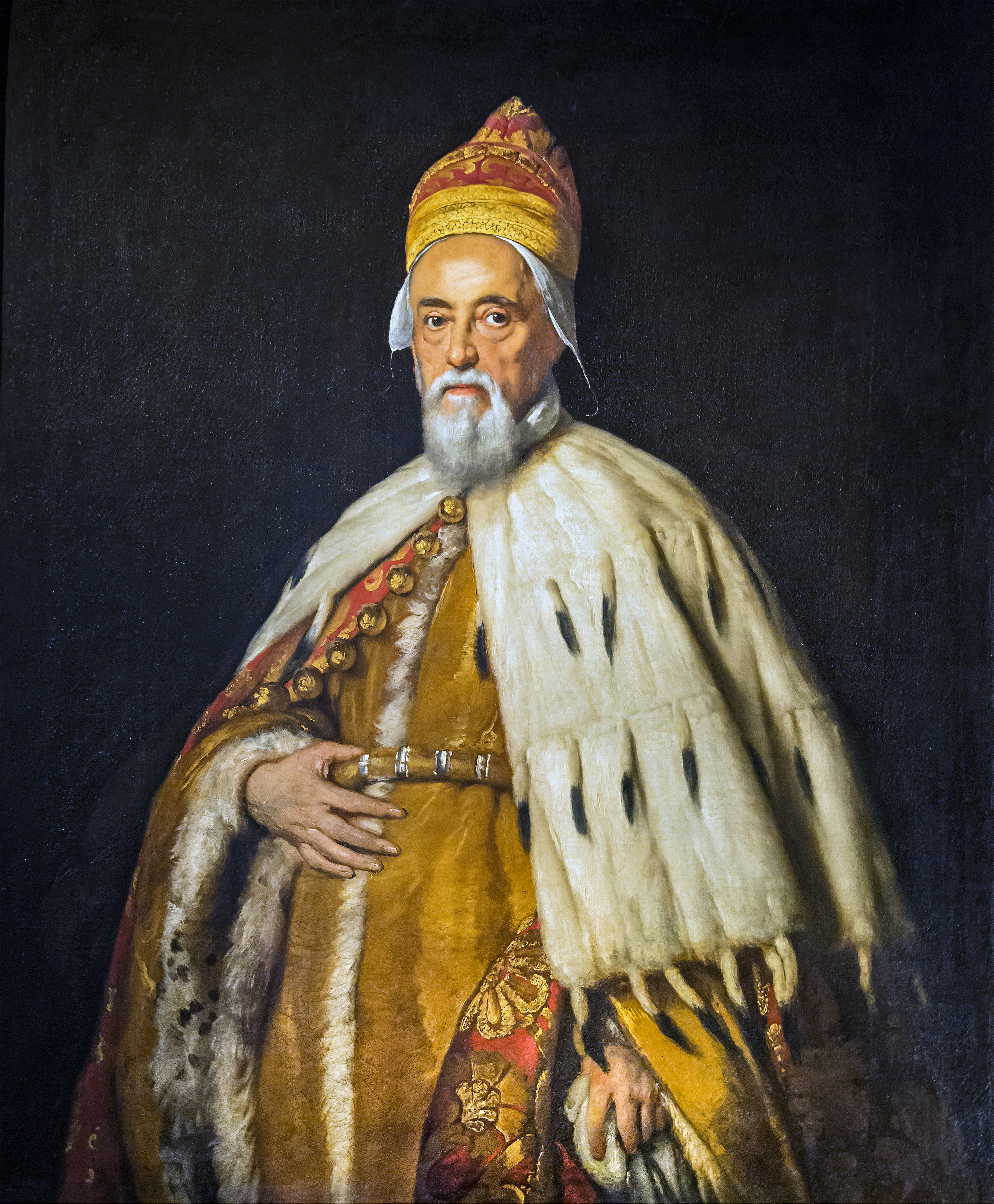
Portretul dogelui Francesco Erizzo, realizat de Bernardo Strozzi, cca. 1635.

- Marcantonio Giustinian (1683–1688)
- Francesco Morosini (1688–1694)
- Silvestro Valiero (1694–1700)
- Alvise II Mocenigo (1700–1709)

## Secolul al XVIII-lea
- Giovanni Corner (1709–1722)
- Sebastiano Mocenigo (1722–1732)
- Carlo Ruzzini (1732–1735)

- Alvise Pisani (1735–1741)
- Pietro Grimani (1741–1752)
- Francesco Loredan (1752–1762)

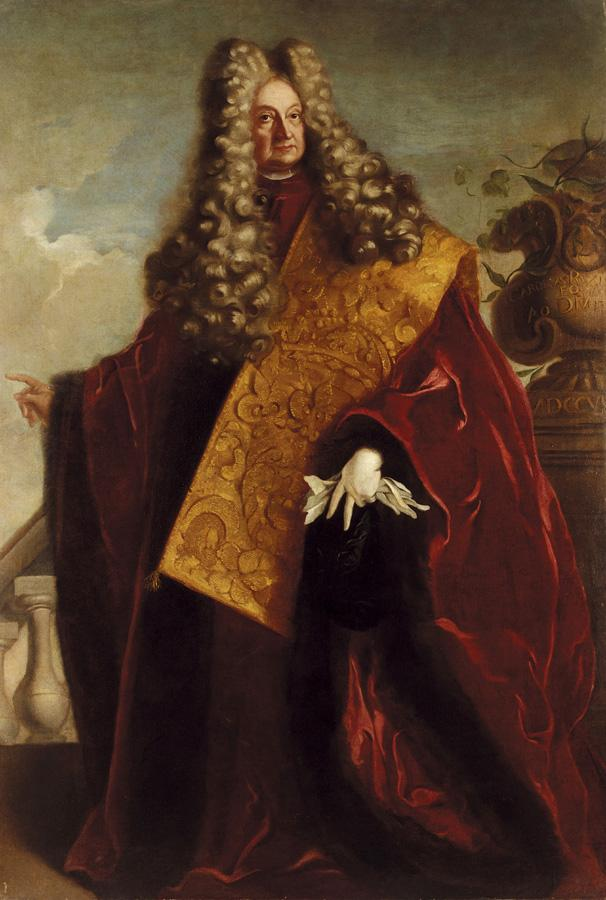
Dogele Carlo Ruzzini, portret realizat de către Gregorio Lazzarini.

- Marco Foscarini (1762–1763), totodată istoric al literaturii istorice venețiene
- Alvise Giovanni Mocenigo (1763–1779)
- Paolo Renier (1779–1789)
- Ludovico Manin (1789–1797), ultimul doge al Veneției, silit să abdice de către Napoleon I